# Lachnella snaresensis
Lachnella snaresensis är en svampart som beskrevs av W.B. Cooke 1969. Lachnella snaresensis ingår i släktet Lachnella och familjen Niaceae.   Inga underarter finns listade i Catalogue of Life.